# Ranunculus calandrinioides
Ranunculus calandrinioides är en ranunkelväxtart som beskrevs av Oliver. Ranunculus calandrinioides ingår i släktet ranunkler, och familjen ranunkelväxter. Inga underarter finns listade i Catalogue of Life.